# Psara (1932)
Psara (gr. ΒΠ Ψαρά) – grecki niszczyciel zbudowany w 1933 roku, w służbie w czasie II wojny światowej, zatopiony przez samoloty Luftwaffe 20 kwietnia 1941 roku.
Niszczyciel „Psara”, wraz z trzema bliźniaczymi okrętami, został zamówiony przez królewską marynarkę Grecji w stoczni Cantieri navali Odero w Sestri Ponente w 1929 roku. Stanowił zmodyfikowaną wersję włoskich niszczycieli typu Dardo. Najważniejszą różnicą w porównaniu z pierwowzorem był montaż czterech pojedynczych dział kal. 120 mm w miejsce dwóch dwudziałowych wież artyleryjskich, krótszy kadłub i inna architektura nadbudówek. Okręt został zwodowany w 1932 roku, do służby wszedł w roku następnym, otrzymując (jako czwarty z kolei grecki okręt) nazwę od wyspy na Morzu Egejskim i numer burtowy 98.
Po wybuchu wojny z Włochami niszczyciel brał czynny udział w działaniach greckiej floty. 31 października 1940 roku, razem ze „Spetsai”, okręt bombardował pozycje włoskich wojsk na wybrzeżu Albanii. Brał także udział w rajdach przeciwko żegludze włoskiej na wodach Cieśniny Otranto i pływał w osłonie konwojów. W kwietniu 1941 roku, po ataku wojsk niemieckich na Grecję i podboju kontynentalnej części kraju, „Psara” wraz z większością greckich okrętów została zgrupowana w Zatoce Sarońskiej niedaleko miasta Megara. Tam, 20 kwietnia, niszczyciel został zaatakowany przez niemieckie bombowce nurkujące Ju 87 Stuka. Trafiony dwoma bombami w okolice mostka „Psara” został zatopiony wraz z 40 członkami załogi.
Tradycja nazwy „Psara” jest kontynuowana w marynarce greckiej. Obecnie nosi ją fregata rakietowa typu MEKO 200HN o numerze burtowym F 454, zbudowana w stoczni w Skaramandze w 1998 roku.